# Fremmed - Det første opgør
Fremmed - Det første opgør er en dansk film fra 2025, der foregår i stenalderen for 6.000 år siden. Filmen er instrueret af Mads Hedegaard og er hans debut som spillefilminstruktør. Hedegaard har også skrevet manuskriptet sammen med Jesper Fink.  Angela Bundalovic og Danica Curcic spiller hovedrollerne som henholdsvis Aathi, en 19-årig kvinde, hvis agerdyrkende familie bliver dræbt af en gruppe jægere, og Oomo, den kvindelige leder af jægerstammen.
For at sikre, at filmen skal være så autentisk som muligt, var flere forskere fra Nationalmuseet med stenalderforskeren Lasse Vilien Sørensen i spidsen med som konsulenter på filmen. Sprogforskeren Tobias Mosbæk Søborg udarbejdede to helt nye fiktive sprog, som henholdsvis agerbrugerne og jægerstammen anvender i filmen, der derfor er forsynet med danske undertekster.

## Handling
Filmen foregår i stenalderen for 6.000 år siden i det, der i dag er Danmark, men som dengang var dækket af vild urskov. Den unge kvinde Aathi (Angela Bundalovic) er sammen med sin familie rejst til landet for at dyrke jorden som landmænd. De bliver imidlertid slået ihjel af en lokal jægerstamme, ledet af  Danica Curcic. Kun Aathi og hendes lillebror Tharan bliver ikke dræbt, og for at overleve må de slutte sig til jægerstammen, som har dræbt deres forældre. De forsøger at indordne sig under stammens levemåde, men kravene til Aathi bliver efterhånden sværere at efterleve, og hun må beslutte sig for, om hun vil tage hævn. Filmen viser, hvor nådeløst det kan gå til, når forskellige kulture støder sammen. Samtidig skildrer den overgangen fra jæger- til bondestenalderen, hvor man begyndte at dyrke jorden.

## Medvirkende
En række danske og ungarske skuespillere medvirker:
- Angela Bundalovic som Aathi
- Danica Curcic som Oomo
- Benjamin Ahnstrøm Sharifzadeh som Tharan
- Mari Kiss som Iokan
- Péter Dániel Katona som Saan

## Modtagelse
Filmen har modtaget blandede anmeldelser fra danske kritikere. 
Filmmagasinet Ekko tildelte filmen fire stjerner ud af seks. Anmeldelsen kaldte filmen en aparte, men særdeles velspillet film om Danmarks overgang fra jægersamfund til agerbrugsland, og udnævnte Angela Bundalovic til et stortalent. I Jyllands-Posten gav anmelderen tre stjerner og mente, at filmen var ambitiøs og detaljeorienteret, og historien spændende nok, når den først kom i gang, men at filmen startede tungt med et bombardement af informationer om stenalderen. Kim Skotte gav filmen fire hjerter i Politiken, som også roste indlevelsen i det arkæologiske grundstof. Berlingske gav filmen hele fem stjerner og kaldte filmen ren magi og en "stenalderperle", og Kristeligt Dagblad var også begejstret for filmen og ikke mindst den sproglige side med de to fiktive sprog, som anmeldelsen mente, fungerede godt. I Information mente Christian Monggaard, at filmen var imponerende, og roste også sproget, der gav filmen et eksotisk præg, som man ikke forventer af en dansk film. Han roste også skuespilpræstationerne, men syntes, at der var for lidt fremdrift i filmens handling, som gjorde den en smule kedelig i længden.  Blandt de mest kritiske anmeldelser var Moovy.dk, som gav filmen én stjerne og kritiserede den for at mangle en engagerende fortælling trods dens historiske præcision. Anmeldelsen beskrev den som “et mislykket rollespil i Dyrehaven” og mente, at den føltes mere som et eksperiment end en levende fortælling. Cinemaonline.dk gav filmen to stjerner og mente, at selvom filmens visuelle håndværk var imponerende, blev den aldrig rigtig spændende. Anmeldelsen kritiserede også de fiktive sprog for at være distraherende og svære at skelne imellem.